# Kyla-Rose Smith
Kyla-Rose Smith (née le 10 septembre 1982) est une violoniste et danseuse sud-africaine qui a rejoint le groupe afro-pop Freshlyground  en 2003. Avant Freshlyground, elle a été membre du groupe de musique hip-hop, Tumi and the Volume, et de la troupe de danse « Vuyani Dance Theatre ». Kyla-Rose Smith a grandi dans une banlieue de Johannesbourg.
Elle a suivi une formation en musique classique de l’université du Cap.
Lors de la « Glamour Women of the Year Awards » qui s’est tenue le 25 juillet 2011, à Johannesbourg, Kyla-Rose Smith faisait partie des huit femmes honorées par la division sud-africaine de Glamour. Glamour a étiqueté Kyla-Rose Smith et sa consœur Zolani Mahola « Les Icônes» des femmes sud-africaines de 2011, notablement pour leur interprétation aux côtés de Shakira lors de la coupe du monde de Football,.
Elle a aussi collaboré avec Bongeziwe Mabandla.
Kyla-Rose a grandi dans une atmosphère artistique (musique et danse parmi d'autres) et elle fait partie d'une famille de trois enfants. Elle a un frère (Tymon) et une sœur (Sydelle).